# Abdullah Aref Yafi
Abdullah Aref al-Yafi (àrab: عبد الله اليافي, ʿAbd Allāh al-Yāfī; també transcrit com Abdallah Yafi, Abdallah Bey Aref el-Yafi i altres variants) (Beirut, 7 de setembre de 1901 – 4 de novembre de 1986) va ser un polític libanès, primer ministre del Líban set vegades entre el 1938 i el 1969.
Conegut per la seva rigorosa integritat i la seva política imparcial, Abdallah Yafi és considerat un del polítics libanesos més popular del segle xx. La seva ètica de comportament al servei públic és citada com un exemple a les publicacions de l'alta escola d'educació secundària (llibres de text) i en la graduació dels estudiants de dret.
Al-Yafi va ser a l'avantguarda de la lluita per donar a les dones el dret a votar, que finalment es va aconseguir durant el seu mandat el 1952 i concretat sota Khaled Chehab que el va succeir.

## Primers anys i educació
Abdallah al-Yafi va néixer a Beirut, Líban el 7 de setembre de 1901, en una família musulmana sunnita, sent els pares Aref al-Yafi i Jamila Ostwani, ella de Damasc. Criat amb dos germans, va assistir a l'escola Sheikh Abbas, una escola musulmana de primària i després als "Pères Jésuites" (Pares Jesuïtes), una escola Catòlica Romana, i va guanyar el seu grau del Batxillerat francès. Va cursar els seus estudis avançats en dret als "Pères Jésuites" i va sortir com a Juris Doctor.
El 1923, Abdallah al-Yafi es va matricular en el programa de Doctorat a La Sorbona de parís, Universitat de París, França, des, on es va graduar l'any 1926. La participació política d'al-Yafi es va iniciar ja en els seus anys d'escola. Va ser President de l'Associació d'Estudiants Àrabs, (francès: Président de l'Association des étudiants Arabes) i va ser militant a França contra el mandat francès que estava llavors en vigència al Líban. Va ser conegut per l'organització de manifestacions polítiques i per fer discursos, que una vegada va comportar la seva detenció per les autoritats franceses només per a ser alliberat un parell de dies més tard.
Abdallah al-Yafi fou el primer àrab a rebre un Doctorat a la Sorbona, on va escriure la seva tesi doctoral sobre els drets de les dones en l'Islam. El tema de la tesi va ser "La situació Jurídica de les Dones en la Llei de l'Islam" (francès: La Condition Privée de la Femme dans le Droit de l'Islam). Basant-se en decrets alcorànics i principis Islàmics, va fer un cas sobre com les dones haurien de tenir més drets en la societat.
Abdallah al-Yafi era conegut per ser un home de principis ferms i correctes, que creia que l'empoderament de les dones era crucial per a la construcció d'una societat més forta, la igualtat hauria de proporcionar una sòlida base. Aquests pensaments, quan foren expressats en la dècada de 1920, eren tota una "avantguarda" mental en el marc dels conservadors musulmans i les idees no sempre foren benvingudes amb els braços o les ments obertes. Més tard en la seva vida política, opositors polítics d'Abdallah al-Yafi van presentar la seva tesi doctoral com a arma de difamació per entelar la seva reputació. Segons ells, no era "un recte musulmà", sinó un francès aprenent que havia donat a les autoritats franceses (colonials del mandat al Líban en aquell moment) aquestes blasfèmies contra la religió Islàmica en compensació d'un "Doctorat d'Estat". Aquests crítiques anaven dirigides a arruïnar la honesta imatge que ell tan curosament havia cultivat al llarg de la seva vida.

## Vida Personal
L'1 d'agost de 1937, a Damasc, Abdallah al-Yafi es va casar amb Hind el-Azm, una dona damascena d'una de les més destacades famílies de Síria (el seu oncle va ser primer ministre de Síria). Van tenir cinc fills:
- Ghada al-Yafi (nascut el 1939), una metgessa hematòlega que es va presentar al Parlament Libanès l'any 2000. Té una filla: Hind Kaddoura tinguda amb Muhammad Kaddoura.
- Nahila al-Yafi (nascut el 1942) és una metgessa oftalmologa. Fills: Tarek, Hisham i Zeinab tinguts amb Hani Al Hassan.
- Aref al-Yafi, (nascut el 1944) el fill gran, emprenedor, casat amb Joumana al-Yafi (nascuda Noueiri). Fills: Abdallah al-Yafi, Ghaith al-Yafi, Sara al-Yafi i Firas al-Yafi.
- Wassek al-Yafi (nascut el 1946) és metge cardiòleg. Fills: Jamil al-Yafi i Walid al-Yafi
- Ghias al-Yafi (nascut el 1949), emprenedor casat amb Leila al-Yafi (nascuda al-Azm). Fills: Khaled Yafi i Tarek Yafi.

## Carrera política
En 1933, per primera vegada, Abdallah Al-Yafi va concórrer a les eleccions parlamentàries a Beirut. Va navegar a trravés del procés perquè un bon amic seu, Khayreddin al-Ahdab, aspirava a la mateixa posició. Com la tensió va pujar, Abdallah al-Yafi va decidir fer un pas al costat afirmant que "no vull sacrificar el meu amic per un escó parlamentari".
Abdallah Al-Yafi van esdevenir Primer Ministre del Líban fins a set vegades (12 gabinets en total). Va ser nomenat Primer Ministre en el govern de cada president libanè excepte Fouad Chehab perquè Abdallah Al-Yafi es va oposar a la idea de nomenar un militar (general) com Chehab a la Presidència. Els seus set mandats foren:
Primer: 24 d'octubre de 1938 a 21 de setembre de 1939 
Segon: 7 d'abril de 1951 a 11 de febrer de 1952
Tercer: 24 de setembre de 1952 a 30 de setembre de 1952 
Quart: 16 d'agost de 1953 a 16 de setembre de 1954
Cinquè: 20 de març de 1956 a 18 de novembre de 1956 
Sisè: 9 d'abril de 1966 a 2 de desembre de 1966 
Setè: 8 de febrer de 1968 a 15 de gener de 1969 
El 1947, Abdallah al-Yafi va ser nomenat, juntament amb el futur President de la República Camille Chamoun, a la delegació libanesa a l'ONU que va votar en contra de la divisió de Palestina.
L'últim terme que va servir com a Primer Ministre va ser l'any 1969.
En 1974, el President del Líban Suleiman Frangieh va demanar a Abdallah al-Yafi esdevenir Primer Ministre, però va rebutjar l'oferiment.

### Sufragi femení al Líban
La lluita per aconseguir la igualtat de drets per a les dones va ser un dels objectius principals d'Abdallah al-Yafi. De fet, Abdallah al-Yafi va ser el principal polític que va pressionar per sufragi femení al Líban. Malgrat creixents veus de dissidència entre els seus adversaris polítics, al-Yafi va ser capaç d'estendre el dret de vot per a la dona durant un dels seus termes. El 1952, el gabinet d'Abdallah al-Yafi va votar a favor d'una nova política que va permetre els drets de vot de les dones amb una formació bàsica i una edat mínima per votar de 21 anys.
La llei va entrar en vigor el 1953, en les vuitenes eleccions al parlament i encara és vigent avui.

### Integritat
En l'educació cívica a les classes de les escoles libaneses, els estudiants reben una lliçó sobre l'honestedat i l'honor a través de la història d'Abdallah al-Yafi la integritat de la qual va ser constantment citada com a exemple per a tots els joves del país.
Abdallah Al-Yafi era un jove advocat a l'octubre de 1938, quan el llavors president libanès Emile Edde li va demanar formar un nou govern. Durant el seu mandat, va tancar el seu gabinet professional, perquè volia separar els serveis públics serveis privats. Però després de només 8 mesos en el càrrec, va decidir dimitir per una disputa en la política governamental.
El matí després de la seva dimissió, es va despertar molt abans del que és habitual i es va asseure al balcó a meditar. La seva dona intentar consolar-lo per la pèrdua del seu mandat. Va ser famosa la seva resposta: "no estic preocupat pel càrrec, però estic preocupat sobre com anunciar-vos que vaig a haver de cancel·lar el meu abonament al telèfon per manca de diners donat el fet que el meu despatx ha estat tancat durant vuit mesos i estic sense clients." És famós pel que una vegada li va dir a un home que li va preguntar si s'havia d'unir a un prolífic projecte empresarial: "jo mai m'atreviria a donar l'oportunitat al darrer habitant del més remot llogaret de fer-li pensar que pot fer un benefici ni d'un cèntim".
Una altra història esmenta com un parent de la seva dona volia que Abdallah al-Yafi li concedís una llicència per a construir un túnel a Dahr El-Baydar, una àrea del Mont Líban, prometent-li un digne benefici. Abdallah al-Yafi va dir a la seva dona "Treu-lo fora de casa meva, ara, o vaig a tirar-lo per les escales jo mateix".

### La mort
Abdallah Al-Yafi va ser diagnosticat d'Alzheimer, a una edat avançada. La seva vista va empitjorar a mesura que va passar el temps i, per tant, va deixar de llegir el que el va fer degenerar més en el seu Alzheimer. Va morir a Beirut, en el seu domicili, el 4 de novembre de 1986.